# 瀬戸町大島田
瀬戸町大島田（せとちょうおおしまだ）は、徳島県鳴門市の大字。郵便番号は771-0367。

## 地理
鳴門市の北東端、島田島内の北東部に位置する小集落で、北は瀬戸内海（播磨灘）に面し、南西は瀬戸町中島田と市道を通じ、東は島田山をもって瀬戸町室と境を接している。農業を営む世帯が多い。
鳴門スカイライン（徳島県道183号亀浦港櫛木線）沿いの南端部では、観光施設の整備が行われている。嶋土神社がある。

### 小字
- 浅谷
- 池尻
- 思崎
- 上畑
- 上傍示
- 北谷
- 君寺
- 櫛
- 小池
- 駒志越
- 下大谷

- 下畑
- 正ケ森
- シル組
- 甚平谷
- 田尻
- 中ブケ
- 中傍示
- 中山
- 延平
- 上り大谷
- 浜ケ谷

- 林ノ谷
- 原田
- 前山
- 水木原
- 撫佐越
- 室越
- 籔の内

## 歴史
江戸期から明治22年にかけては板東郡および板野郡の村であった。寛文4年より板野郡に属す。1889年（明治22年）の町村制施行時に同郡瀬戸村、昭和3年に瀬戸町の大字となった。昭和22年3月には鳴南市、同年5月より現在の鳴門市の字名となる。

### 地名の由来
地名は島内では比較的大規模な耕地を有することにちなむと思われる。

## 世帯数と人口
2022年（令和4年）7月31日現在の世帯数と人口は以下の通りである。
| 町丁         | 世帯数 | 人口 |
| ------------ | ------ | ---- |
| 瀬戸町大島田 | 28世帯 | 53人 |

## 小・中学校の学区
市立小・中学校に通う場合、学区は以下の通りとなる。
| 番地 | 小学校           | 中学校             |
| ---- | ---------------- | ------------------ |
| 全域 | 鳴門市島田小学校 | 鳴門市立瀬戸中学校 |

## 交通

### 道路
都道府県道
- 徳島県道183号亀浦港櫛木線（鳴門スカイライン）

## 施設
- 鳴門パークヒルズ ホテルリッジ - 旧・南海ホテル。
- 島田島温泉
- 嶋土神社